# RUS Rebecquoise
RUS Rebecquoise is een Belgische voetbalclub uit Rebecq, in de provincie Waals-Brabant. De club is aangesloten bij de KBVB met stamnummer 1614 en heeft rood en wit als kleuren. 

## Geschiedenis
De club sloot zich in juli 1930 aan bij de Belgische Voetbalbond. Cercle Sportif Rebecquois bleef er in de lagere provinciale reeksen spelen. In 1955 kreeg de club een koninklijke toevoeging (Royal) in de naam.
In 1998 fuseerde de voetbalvereniging met Union Sportive Quenastoise, dat stamnummer 6246 droeg. De fusievereniging bleef spelen onder het stamnummer van Rebecq. Er werd wel een naamsverandering doorgevoerd, men ging verder door het leven als  Royal Union Sportive Rebecquoise. 
Aan het begin van de jaren 2010 maakte de club een opgang. Na verschillende jaren in Derde Provinciale promoveerde RUS Rebecquoise in 2010 naar Tweede Provinciale. In het eerste seizoen behaalde men er meteen een plaats in de eindronde, maar zonder succes. Het volgend seizoen haalde RUS Rebecquoise opnieuw de eindronde en wist die nu wel te winnen. De club stootte zo in 2012 door naar Eerste Provinciale. Na een jaar in de middenmoot haalde men ook op het hoogste provinciale niveau de eindronde in 2014. Daar versloeg men KAC Betekom en KFC Eppegem en zo promoveerde men voor het eerst in de clubgeschiedenis naar de nationale reeksen.
Na twee seizoenen in Vierde klasse werd Rebecquoise in 2016, als gevolg van de hervormingen in het Belgisch voetbal, ondergebracht in Derde klasse amateurs. In zijn eerste seizoen streed het daar tot op de slotspeeldag mee om de titel. RWDM haalde het uiteindelijk op doelsaldo, maar via de eindronde mocht ook Rebecquoise promoveren naar Tweede klasse amateurs.
In de Beker van België van het seizoen 2019/20 klom Rebecquoise op naar de zestiende finales, waar Cercle Brugge trof. De Waalse ploeg won verrassend met 0-1 in het Jan Breydelstadion van de eersteklasser. Voor de achtste finales kwam Standard Luik uit de koker rollen. Op Sclessin zat er niet opnieuw een stunt in, Rebecquoise verloor met 0-3.  

## Resultaten
| Seizoen | Klasse | Klasse | Klasse | Klasse | Klasse | Klasse | Klasse | Klasse | Klasse | Reeks                                                    | Punten                                                   | Opmerkingen                                              |
|         | I      | I      | II     | III    | IV     | P.I    | P.II   | P.III  | P.IV   |                                                          |                                                          |                                                          |
| ------- | ------ | ------ | ------ | ------ | ------ | ------ | ------ | ------ | ------ | -------------------------------------------------------- | -------------------------------------------------------- | -------------------------------------------------------- |
| 2005/06 |        |        |        |        |        |        |        | 14     |        | Derde prov. Brab                                         | 30                                                       |                                                          |
| 2006/07 |        |        |        |        |        |        |        | 14     |        | Derde prov. Brab                                         | 26                                                       |                                                          |
| 2007/08 |        |        |        |        |        |        |        | 12     |        | Derde prov. Brab                                         | 37                                                       |                                                          |
| 2008/09 |        |        |        |        |        |        |        | 12     |        | Derde prov. Brab                                         | 31                                                       |                                                          |
| 2009/10 |        |        |        |        |        |        |        | 3      |        | Derde prov. Brab                                         | 59                                                       |                                                          |
| 2010/11 |        |        |        |        |        |        | 2      |        |        | Tweede prov. Brab                                        | 61                                                       | Deelname aan eindronde voor promotie                     |
| 2011/12 |        |        |        |        |        |        | 3      |        |        | Tweede prov. Brab                                        | 56                                                       | Promotie door winst in eindronde                         |
| 2012/13 |        |        |        |        |        | 7      |        |        |        | Eerste prov. Brab                                        | 47                                                       |                                                          |
| 2013/14 |        |        |        |        |        | 3      |        |        |        | Eerste prov. Brab                                        | 54                                                       | Promotie door winst in eindronde                         |
| 2014/15 |        |        |        |        | 4      |        |        |        |        | Vierde klasse B                                          | 45                                                       |                                                          |
| 2015/16 |        |        |        |        | 6      |        |        |        |        | Vierde klasse B                                          | 43                                                       |                                                          |
|         | 1A     | 1B     | 1Am    | 2Am    | 3Am    | P.I    | P.II   | P.III  | P.IV   | Vanaf 2016-17 zijn er 3 nationale en 2 regionale niveaus | Vanaf 2016-17 zijn er 3 nationale en 2 regionale niveaus | Vanaf 2016-17 zijn er 3 nationale en 2 regionale niveaus |
| 2016/17 |        |        |        |        | 2      |        |        |        |        | Derde klasse Am.                                         | 61                                                       |                                                          |
| 2017/18 |        |        |        | 12     |        |        |        |        |        | Tweede klasse Am.                                        | 31                                                       |                                                          |
| 2018/19 |        |        |        | 5      |        |        |        |        |        | Tweede klasse Am.                                        | 51                                                       |                                                          |
| 2019/20 |        |        |        | 4      |        |        |        |        |        | Tweede klasse Am.                                        | 44                                                       |                                                          |
| 2020/21 |        |        |        | -      |        |        |        |        |        | Tweede afdeling ACFF                                     | -                                                        | Competitie geschrapt wegens Covid-19                     |
| 2021/22 |        |        |        | 5      |        |        |        |        |        | Tweede afdeling ACFF                                     | 49                                                       |                                                          |
| 2022/23 |        |        |        | 7      |        |        |        |        |        | Tweede afdeling ACFF                                     | 53                                                       |                                                          |
| 2023/24 |        |        |        | 18     |        |        |        |        |        | Tweede afdeling ACFF                                     | 22                                                       | Degradatie                                               |
| 2024/25 |        |        |        |        | 14     |        |        |        |        | Derde afdeling ACFF                                      | 20                                                       | Degradatie                                               |
| 2025/26 |        |        |        |        |        |        |        |        |        | Eerste Prov. Brab. ACFF                                  |                                                          |                                                          |

## Bekende (ex-)spelers
- Andrei da Silva Camargo
- Kevin De Broyer
- Tidiam Baba Kourouma
- Damien Lahaye
- Jean-Paul Lutula
- Sébastien Stassin
- Kevin Wauthy